# Вільма Х. Ширас
Вільма Хаус-Ширас (англ. Wilmar House Shiras)(23 вересня 1908 – 23 грудня 1990), уроджена Вільма Альберта Хаус, американська письменниця-фантаст, автор наукової фантастики, також писала під ім'ям Джейн Хоуз . Її найвідомішим твором вважається «У криївці» (1948), повість, що була включена до другого тому серії антологій «Зал слави наукової фантастики».

## Біографія
Народившись у Бостоні, штат Массачусетс, Ширас навчалася в Бостонському університеті, але кинула навчання на першому курсі, щоб вийти заміж у віці 18 років. Її чоловік Рассел став науковим керівником хімічної інженерії для Шелл девелопмент компані. Ширас відвідувала Університет Каліфорнії в Берклі, вивчаючи історію. Вона та її чоловік Рассел виховали п’ятьох дітей — двох хлопчиків і трьох дівчаток, і саме для своєї родини Ширас почала створювати історії.
У 1948 році її оповідання «У криївках» була подана до впливового журналу Джона В. Кемпбелла-молодшого «Astounding Science Fiction», де вона і була опублікована в листопадовому номері. Це — історія про надзвичайно обдарованих дітей, які намагалися знайти своє місце у світі, вразила читачів і стала класикою, швидко з’явившись у багатьох антологіях. Ширас опублікував два продовження в журналі: " Відкриваючи двері» та «Нові основи». Потім ці три твори стали першими трьома розділами роману «Діти атому». Це було опубліковано під час її навчання на другому курсі Коледжу святих імен. Ширас також підробляв перекладачем у нью-йоркському видавництві. Книгу про «неминучі пристосування та непристосування генія меншості до посередності більшості» сприйняли як ще один крок у дорослішанні наукової фантастики, оскільки вона більше зосереджена на інтелектуальному аналізі, а не на гаджетній «космічній опері " Їй приписували написання, яке продемонструвало глибоке знання людей, а також продемонструвало основу томістичної філософії.

## Визнання
Повість «У криївках» увійшла до:
- Найкращі науково-фантастичні історії 1949
- Зал слави наукової фантастики[en]

Книжковий клуб наукової фантастики включив «Дітей атома» до свого списку «Найзначніші книги про фантастику та фентезі за останні 50 років, 1953-2002» під номером №14.

## Вплив
Оповідання та повісті Ширас «У криївці», «Відчиняються двері» та «Нові основи» стали першими трьома розділами «Дітей атома», і вони стали літературною основою як джерело натхнення для створення всесвітньовідомих коміксів Стен Лі та Джек Кірбі, Незвичайні Люди Ікс, хоча це ніколи і не було підтверджено юридично.

## Зовнішні посилання
- Wilmar H. Shiras на сайті Internet Speculative Fiction Database (англ.)